# Plaza Zabala
Plaza Zabala ili Plaza Bruno Mauricio de Zabala je trg u dijelu Montevidea (Ciudad Vieja) u Urugvaju. Krajem 1878. godine, za vrijeme diktature pukovnika Lorenza Latorre, odlučeno je da se sruši Stara utvrda i izgradi novi javni trg na tome mjestu. Ipak je narednih 12 godina ovo područje ostalo neuređenim. 
Radovi na trgu su konačno dovršeni 31. prosinca 1890. godine kada je postavljen konjanički kip Brune Mauricija de Zabale. Izgradio ga je španjolski kipar Lorenzo Coullaut Valera u suradnji s baskijskim arhitektom Pedrom Muguruzom Otañom.

## Vanjske poveznice

### Ostali projekti
|  | Zajednički poslužitelj ima još gradiva o temi Plaza Zabala, Montevideo |

### Mrežna sjedišta
- Plaza Zabala - IMM  Arhivirana inačica izvorne stranice od 5. lipnja 2011. (Wayback Machine) (šp.)
- Monument to M.d.Zabala - IMM  Arhivirana inačica izvorne stranice od 24. svibnja 2011. (Wayback Machine) (šp.)